# José Antônio Van Acker
José Antônio Van Acker também conhecido como Van Acker (São Paulo, 1931 — Idem, 2000) foi um desenhista, pintor, gravador, escultor e professor brasileiro 

## Vida e obra
Van Acker estudou na Escola de Belas Artes de São Paulo de 1951 a 1954, em seguida estuda escultura em madeira com o artista húngaro Lázlo Zinner (1908-1977).  Nos Estados Unidos faz conferências sobre o Barroco Brasileiro entre 1964 e 1967. Dois anos depois ao retornar ao Brasil leciona cursos livres de apreciação artística, história da arte, escultura em argila e talha em madeira e pedra, pintura e desenho em seu ateliê. Nos anos 70 é professor de Escultura na Faculdade Santa Marcelina (FSM), sendo docente na Escola de Belas Artes de Araraquara e na Escola de Artes Plásticas de Ribeirão Preto. Também integrou o Grupo de artistas Anacrônicos da Madrugada. 
A obra de Van Acker, pode ser encontrada no acervo de grandes instituições brasileiras de arte como Museu de Arte de São Paulo (MASP), Museu de Arte Contemporânea da Universidade de São Paulo (MAC) e Pinacoteca do Estado de São Paulo.[carece de fontes?]

## Anacrônicos da Madrugada
O grupo Anacrônicos da Madrugada foi um coletivo de artistas criado nos anos 80 pelo crítico de arte Pedro Manoel-Gismondi (1925-1999) que contava com artistas ativos no interior de São Paulo, como: Mário Bueno (1916-2001), Maria Helena Motta Paes (1937-2005), Raul Porto (1936-1999) e Bernardo Caro (1931-2007). Este grupo uniu artistas de diversas cidades paulistas como: Araraquara, Campinas, Ribeirão Preto, São Carlos e Catanduva, entre outras. Além de produzirem arte nestas cidades agregavam o objetivo de levar as tendências modernas a este municípios. Sendo Van Acker um artista paulistano e de veia expressionista, buscou com este grupo um elo do interior de São Paulo com a capital. 

## Ligações Externas
- Texto Original de Van Acker para a Revista Germina